# Wälder und Wiesen bei Malsch
Wälder und Wiesen bei Malsch ist ein Fauna-Flora-Habitat-Gebiet (FFH-Gebiet) bei Malsch und Ettlingen im baden-württembergischen Landkreis Karlsruhe. Es gehört zum länderübergreifenden Netz besonderer Schutzgebiete Natura 2000 der Europäischen Union (EU), das den Erhalt der biologischen Vielfalt zum Ziel hat und dem anhaltenden Rückgang von wildlebenden Arten und ihrer natürlichen Lebensräume entgegenwirken soll. Das 2005 bei der EU angemeldete und 2018 im Landesrecht festgeschriebene Gebiet beherbergt die in den Roten Listen Deutschlands als stark gefährdet ausgewiesene Tagfalterart Dunkler Wiesenknopf-Ameisenbläuling, die Libellenart Helm-Azurjungfer, den Hirschkäfer, die Orchideenart Kleines Knabenkraut und insbesondere die vom Aussterben bedrohte Bockkäferart Körnerbock. Das Wald-Läusekraut ist im Schwarzwald gefährdet. Das Schmalblättrige Wollgras findet sich auf seinen nördlichsten Vorkommen im Schwarzwald.

## Beschreibung und Schutzzweck
Die Vorhügellandschaft zwischen Malsch und Oberweier ist durch Tälchen und Rücken landschaftlich vielfältig. Streuobstwiesen mit Hohlwegen prägen die Mittel- und Unterhänge. Hecken, Feuchtbrachen und Röhrichte entlang naturnaher Bachläufe gliedern die Landschaft. In Richtung Osten schließen die Oberhänge der Vorbergzone und der Schwarzwald mit Hainsimsen-Buchenwäldern in einem geschlossenen Band von Sulzbach bis südöstlich von Malsch an. Die Buntsandsteinhochflächen bei Völkersbach sind mit mageren artenreichen Wiesen bestanden, die Pflanzenarten der montanen Stufe enthalten.
Langfristiges Ziel ist die Erhaltung der Lebensraumtypen mindestens in ihrem jetzigen Erhaltungszustand. Im Offenland geht es unter anderen um angepasste Bewirtschaftung und nährstoffarme Standortverhältnisse, in den Wäldern um unterschiedlich lichte Sukzessionsstadien und Totholz sowie in den Gewässerlebensräumen um störungsfreie Gewässerzonen und naturnahe Gewässermorphologie.
Für die Erhaltung des Scharlachkäfers wird empfohlen, hüfthohe Holzstümpfe, größere Stammabschnitte und starkes Kronenholz heimischer Pappel-, Eichen- und Ahornarten, Eschen und Ulmen bis zum natürlichen Zerfall am Wuchsort oder auf Holzlagerplätzen zu belassen. Für den Großen Feuerfalter wird eine Mahd von Ampferflächen alle zwei bis drei Jahre in räumlichem Wechsel, für die Wiesenknopf-Ameisen-Bläulinge Mähtermine vor Mitte Juni und ab Mitte September empfohlen.

## Geographie

### Lage

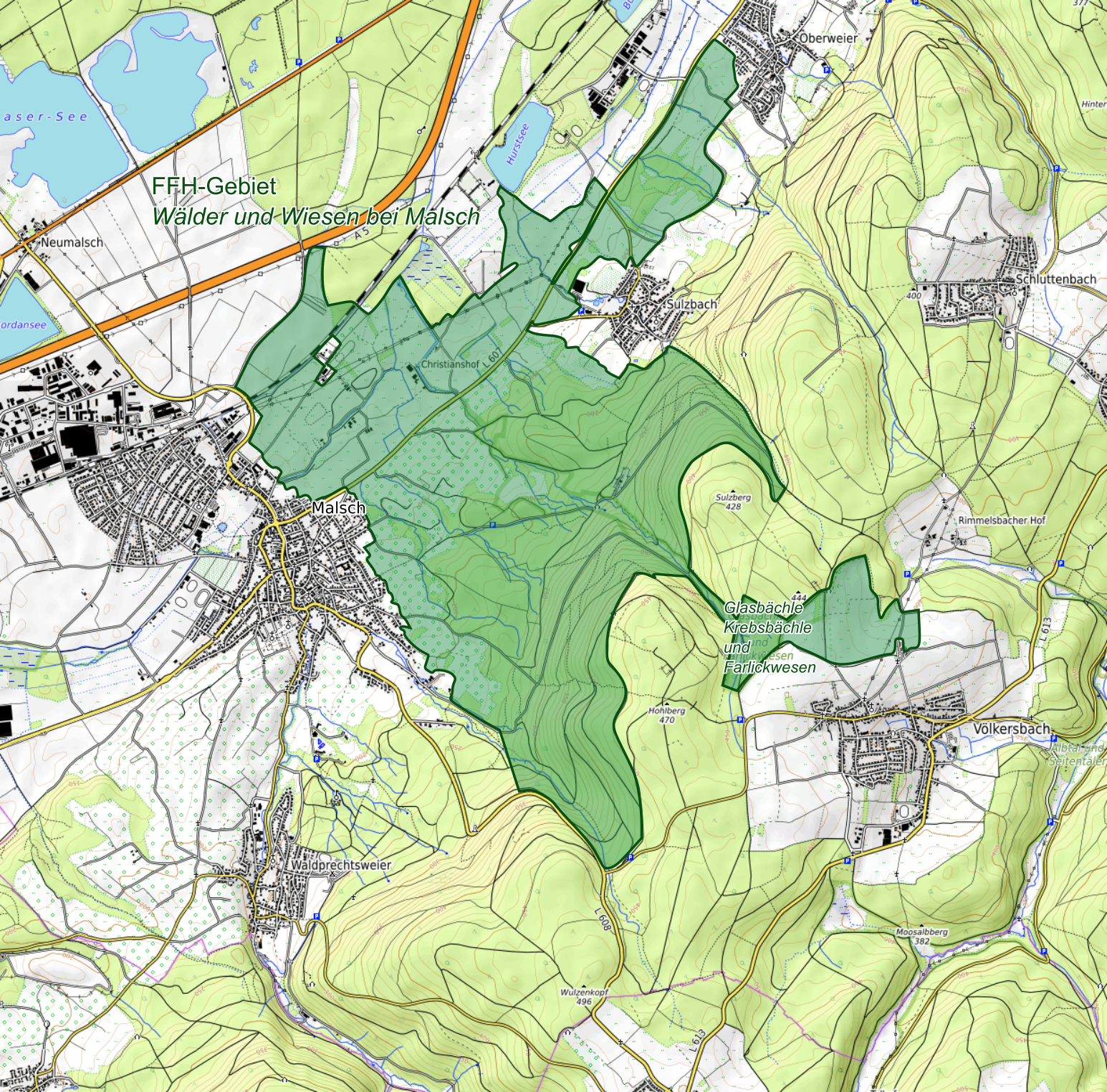
Topographische Karte rund um das FFH-Gebiet

Das Gebiet befindet sich an der Westabdachung des Nordschwarzwalds zur Oberrheinischen Tiefebene. Es liegt östlich von Malsch in Höhenlagen von 116 m ü. NHN nördlich von Malsch bis 445 m ü. NHN nördlich von Völkersbach. Von Malsch führt die Landesstraße L 607 nordnordöstlich nach Ettlingen-Oberweier durch das Gebiet.
| Neumalsch        |                                             | Sulzbach (Malsch) |
| Malsch           | Kompassrose, die auf Nachbargemeinden zeigt |                   |
| Waldprechtsweier | Freiolsheim                                 | Völkersbach       |

### Naturräumliche Zuordnung
Das 902 Hektar große FFH-Gebiet gehört zu den geographisch charakterisierten Einheiten (Naturräumen) 223-Hardtebenen, 212 Ortenau-Bühler Vorberge und 150-Schwarzwald-Randplatten innerhalb der naturräumlichen Haupteinheiten 22-Nördliches Oberrheintiefland, 21-Mittleres Oberrhein-Tiefland und 15-Schwarzwald.

### Klima
Subkontinental geprägtes Klima (Cfb-Klima nach Köppen/Geiger, kontinentale Falllaub- und Mischwälder nach Troll/Paffen) mit warmen Sommermonaten und milden, schneearmen Wintermonaten prägen die Rheinebene und die Vorbergzone. Im Nordschwarzwald herrscht ein subozeanisches Klima mit kühl-feuchten Sommer- und mäßig kalten Wintermonaten. Die Jahresmitteltemperatur liegt bei 8–9 °C; der mittlere Jahresniederschlag bei 879 mm für Malsch und 1017 mm für Völkersbach.
|                   | Jan  | Feb  | Mär  | Apr  | Mai  | Jun  | Jul  | Aug  | Sep  | Okt  | Nov  | Dez  |   |       |
|                   |      |      |      |      |      |      |      |      |      |      |      |      |   |       |
| Niederschlag (mm) | 67,9 | 64,1 | 70,0 | 56,6 | 91,4 | 78,8 | 86,9 | 71,0 | 65,7 | 77,9 | 79,0 | 86,2 | Σ | 895,5 |

|  |

|  |

|  |

|  |

|  |

|  |

|  |

|  |

|  |

|  |

|  |

|  |

|  |

|  |

|  |

|  |

|  |

|  |

|  |

|  |

|  |

|  |

|  |

|  |

|                   | Jan  | Feb  | Mär  | Apr  | Mai   | Jun  | Jul   | Aug  | Sep  | Okt   | Nov   | Dez   |   |         |
|                   |      |      |      |      |       |      |       |      |      |       |       |       |   |         |
| Niederschlag (mm) | 89,9 | 82,6 | 89,6 | 70,8 | 110,9 | 95,2 | 109,1 | 86,9 | 81,9 | 100,7 | 100,0 | 112,8 | Σ | 1.130,4 |

|  |

|  |

|  |

|  |

|  |

|  |

|  |

|  |

|  |

|  |

|  |

|  |

|  |

|  |

|  |

|  |

|  |

|  |

|  |

|  |

|  |

|  |

|  |

|  |

### Geologie
Im Oberrheingraben finden sich Sande und Kiese, die in den Niederungsbereichen der Kinzig-Murg-Rinne großflächig überdeckt sind mit Hochflutlehm. In der Vorbergzone liegt Löss auf dem Mittleren und Oberen Buntsandstein und Hangschutt. Auf der Hochfläche liegt kleinflächig Löss über Oberem Buntsandstein. Geotope wie ein Hangeinschnitt in Sulzbach und aufgelassene Steinbrüche im Tannelgrund finden sich knapp außerhalb des Gebiets.

### Böden
Im FFH-Gebiet finden sich auf feuchten bis nassen Niederungsstandorten Gley und Pseudogley, in Mulden und Tälchen Kolluvium, in der Vorbergzone und auf der Hochfläche Parabraunerde sowie in Sattellagen und an Hangrücken Pararendzina.

### Gewässer
Sämtliche Fließgewässer orientieren sich am Rhein als Hauptvorfluter. An der Schichtgrenze von Mittlerem zu Oberem Buntsandstein finden sich ergiebige Quellaustritte wie beim Glasbach oder Tannelgraben. Schuttquellen, Verwerfungsquellen und in der Vorbergzone Schichtquellen sind weniger ergiebig.

## Geschichte
In einer „Liste von Gebieten von gemeinschaftlicher Bedeutung der kontinentalen biogeografischen Region“ der Kommission der Europäischen Gemeinschaften wurde der Bergwald Malsch (DE7116302) im Dezember 2004 vorgeschlagen. Dies ging einher mit dem Vorschlag an die EU im Januar 2005, Wälder und Wiesen bei Malsch (7116-342) mittels des im Dezember 2004 von der Landesanstalt für Umwelt Baden-Württemberg erstellten Standard-Datenbogens als Gebiet von gemeinschaftlicher Bedeutung vorzuschlagen. Die EU-Kommission bestätigte das Schutzgebiet im November 2007 im Rahmen der Verabschiedung einer ersten aktualisierten Liste von Gebieten von gemeinschaftlicher Bedeutung in der kontinentalen biogeografischen Region.
Im April 2009 beauftragte das Regierungspräsidium Karlsruhe das privatwirtschaftliche Karlsruher Institut für Botanik und Landschaftskunde zur Erstellung eines Natura-2000-Managementplans für das FFH-Gebiet, der im Juni 2011 veröffentlicht wurde. Die Managementpläne (MaP) (alte Bezeichnung: Pflege- und Entwicklungspläne, PEPL) werden unter Beteiligung der Land- und Forstwirtschaft sowie anderer Nutzergruppen erstellt und sollen als Grundlage für den Erhalt der schützenswerten Natura-2000-Gebiete dienen. Im Rahmen dieses Fachplanes wurden die Vorkommen von Lebensraumtypen und Arten der FFH-Richtlinie erfasst und bewertet. Darauf aufbauend wurde die Ziel- und Maßnahmenplanung erarbeitet.
Mit Verordnung des Regierungspräsidiums Karlsruhe zur Festlegung der Gebiete von gemeinschaftlicher Bedeutung vom 12. Oktober 2018 (in Kraft getreten am 11. Januar 2019) wurden das Schutzgebiet und seine Erhaltungsziele gemeinsam mit zahlreichen weiteren FFH-Gebieten im Landesrecht festgeschrieben.

## Flora und Fauna

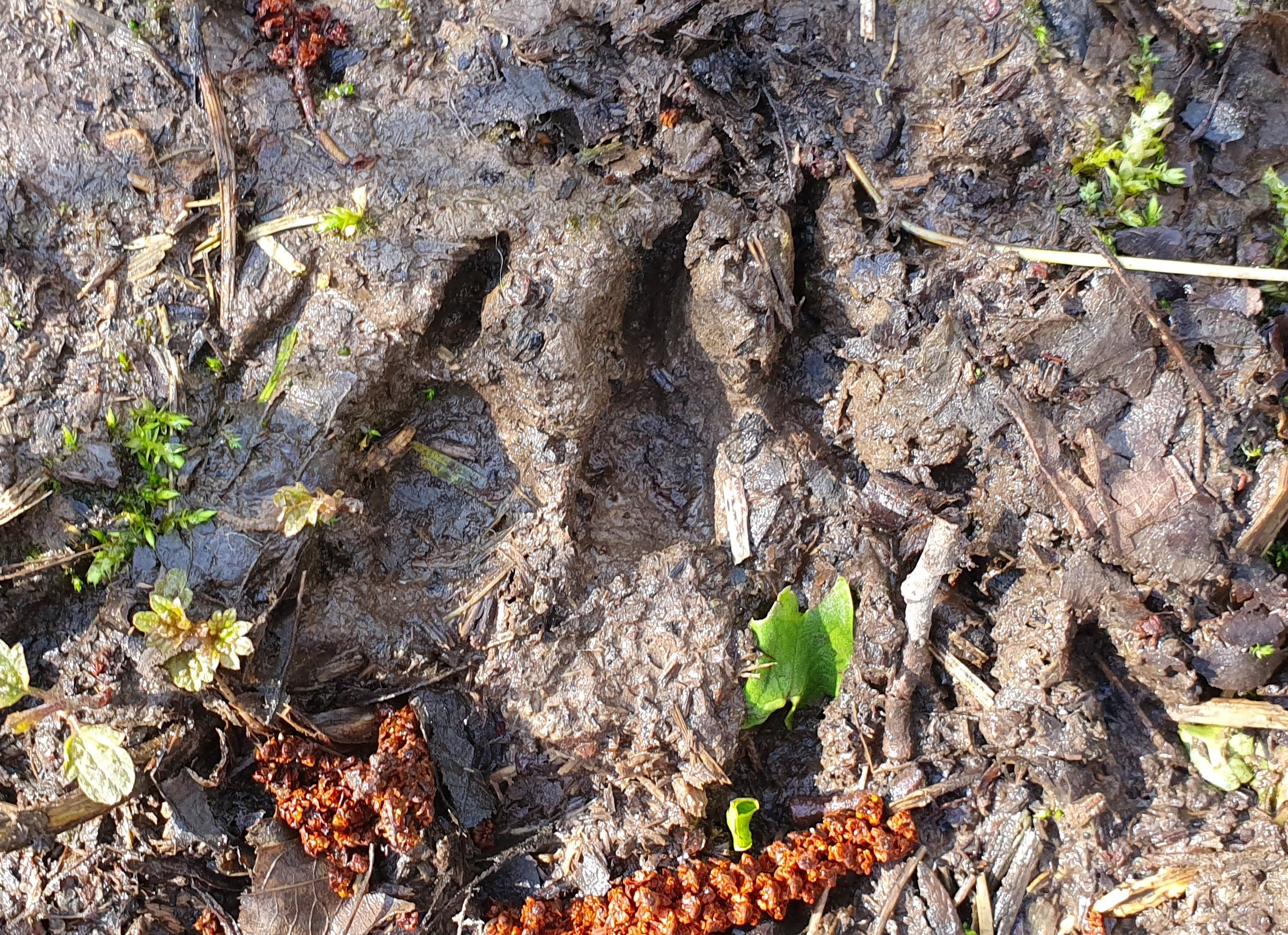
Die frische Fuchsfährte fand sich am 11. März 2024 unterhalb eines Baumstamms am Lochmühlengraben (Kreis Ettlingen)

Ein Wildtierkorridor von internationaler Bedeutung führt östlich des Tankgrabens durch das Gebiet (Corr-ID 12: „Pfahlwald / Michelbach (Grindenschwarzwald und Enzhöhe) – Hardtwald / Bruchhausen (Nördl. Oberrh.-Tiefland)“). Der Rotfuchs (Vulpes vulpes) gehört nicht zu den zielorientierten Indikatorarten. Die Region zählt zum „Fördergebiet Wolfsprävention Schwarzwald“.

### Arten von gemeinschaftlichem Interesse

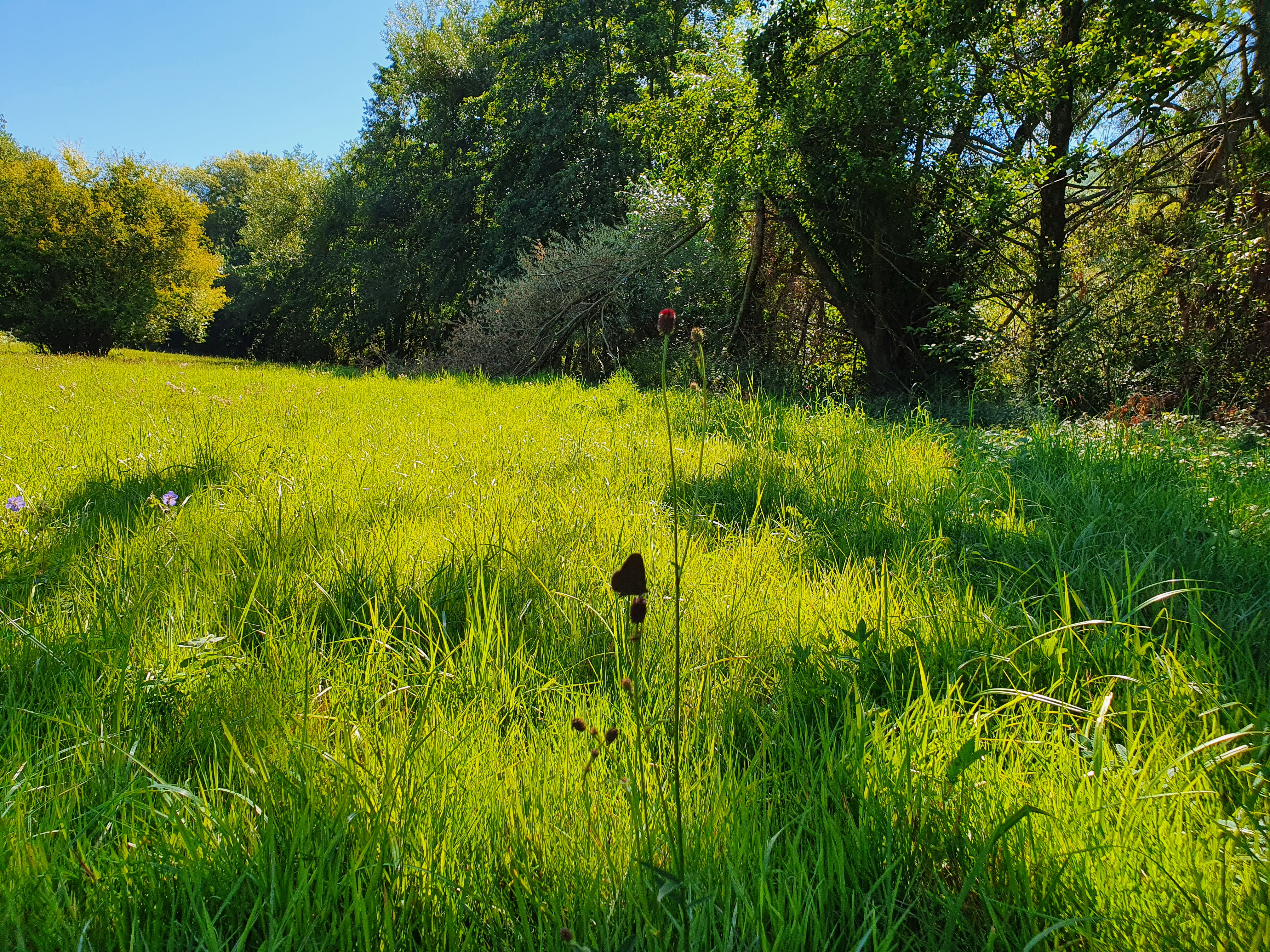
Ameisenbläuling auf Wiesenknopfblüte im benachbarten Flächenhaften Naturdenkmal Krautgarten-Sanktquelle bei Malsch-Sulzbach (Juli 2020); Entwicklung der sonnenseitig exponierten Teilfläche zur Glatthaferwiese

Arten von gemeinschaftlichem Interesse gehören zu den im Anhang II der FFH-Richtlinie aufgelisteten Arten, für die nach den Gesetzen der Europäischen Union besondere Schutzgebiete eingerichtet werden müssen.

#### Ausgestorbene und Arten ohne langjährigen Nachweis
Die Dicke Trespe (Bromus grossus) gilt im Gebiet als ausgestorben. In neueren Untersuchungen konnten 2022 das Grüne Besenmoos (Dicranum viride) und 2021 der Steinkrebs (Austropotamobius torrentium) nicht mehr nachgewiesen werden. Die Spanische Flagge  (Euplagia quadripunctaria, Syn. Callimorpha quadripunctaria) wurde 2009 letztmals beobachtet. Larven des Scharlachkäfers (Cucujus cinnaberinus) wurden bei einer Stichprobenkartierung am 11. Februar 2011 an einem abgebrochenen Wipfelast einer Hybridpappel in einem Wäldchen in den Riedwiesen südwestlich von Sulzbach gefunden.

#### Aktuell nachgewiesene Arten
Die Helm-Azurjungfer (Coenagrion mercuriale), der Hirschkäfer (Lucanus cervus) sowie die Schmetterlingsarten Großer Feuerfalter (Lycaena dispar), Heller (Maculinea teleius) und Dunkler Wiesenknopf-Ameisenbläuling (Maculinea nausithous) werden im Gebiet aufgefunden.

### Weitere Arten

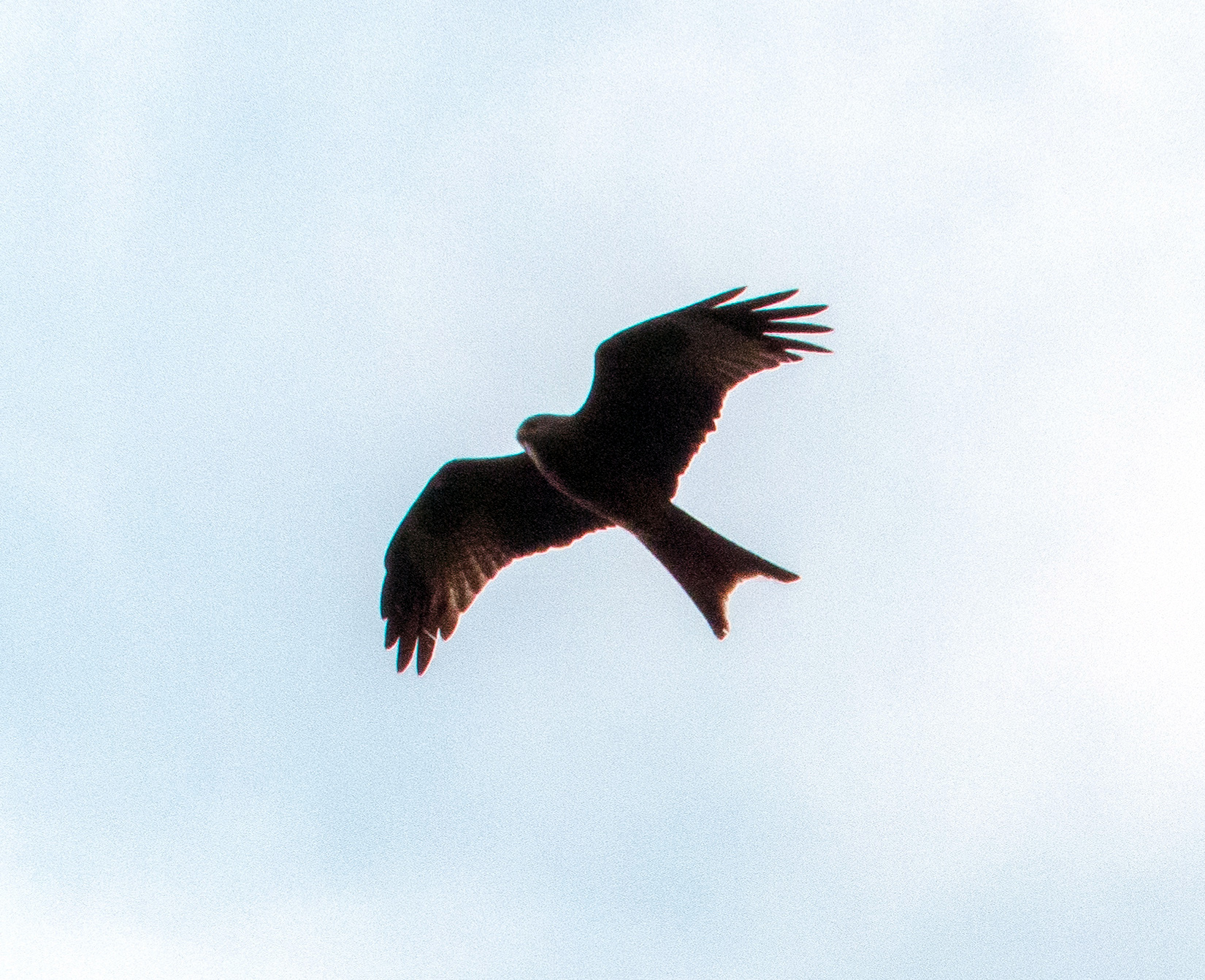
Rotmilan (Milvus milvus) über dem Bergwald zwischen Malsch und Malsch-Völkersbach

An einem Sommerflieder (Buddleja) im östlichen Wohngebiet von Malsch wurden neben weiteren Kaisermantel (Argynnis paphia), Schwalbenschwanz (Papilio machaon), Distelfalter (Cynthia cardui) und Taubenschwanz (Macroglossum stellatarum) beobachtet. In Höhlen und Totholz von Streuobstbäumen leben der sehr seltene Körnerbock (Megopis scabricornis), Bunter Kirschbaumprachtkäfer (Anthaxia candens) und Violettflügelige Holzbiene (Xylocopa violacea).
Im Jahr 2022 konnten Feuersalamander (Salamandra salamandra) und Grasfrosch-Laich (Rana temporaria) nachgewiesen werden. Im Gewann Brückeläcker (kurz hinter dem Ortsausgang von Malsch in Richtung Ettlingen an der Landesstraße L 607) fand sich die Zauneidechse (Lacerta agilis) sowie in Talauebereichen der Nachtfalter Nachtkerzenschwärmer (Proserpinus proserpina).
Vogelinteressierte beobachten im Offenland den Weißstorch (Ciconia ciconia), der seit 2021 am Hurstsee westlich der Flachland-Mähwiese Wiedenwiesen brütet. Silberreiher (Ardea alba) scheinen dort den Graureiher (Ardea cinerea) verdrängt zu haben. In den Gewannen Schafwiesen und Fuchzich konnten am 7. Mai 2022 unter anderen Fasan (Phasianus colchicus), Turmfalke (Falco tinnunculus), Nachtigall (Luscinia megarhynchos) und Klappergrasmücke (Curruca curruca; Syn. Sylvia curruca) gehört und beobachtet werden. Im Malscher Wald berichtet der Umweltverein vom Vorkommen unter anderen des Schwarz- (Dryocopus martius), Mittel- (Leiopicus medius) und Grünspechts (Picus viridis) sowie Kleiber (Sitta europaea) und Eichelhäher (Garrulus glandarius).
Die Breitflügelfledermaus (Eptesicus serotinus) ist eine der nachgewiesenen Fledermausarten im Gebiet, findet sich in größerer Zahl im Dachstuhl der St.-Ignatius-Kirche in Malsch-Sulzbach und befliegt die Freiflächen rund um Sulzbach.

## Lebensraumtypen (LRT)

### Wälder

#### Hainsimsen-Buchenwald (LRT 9110)

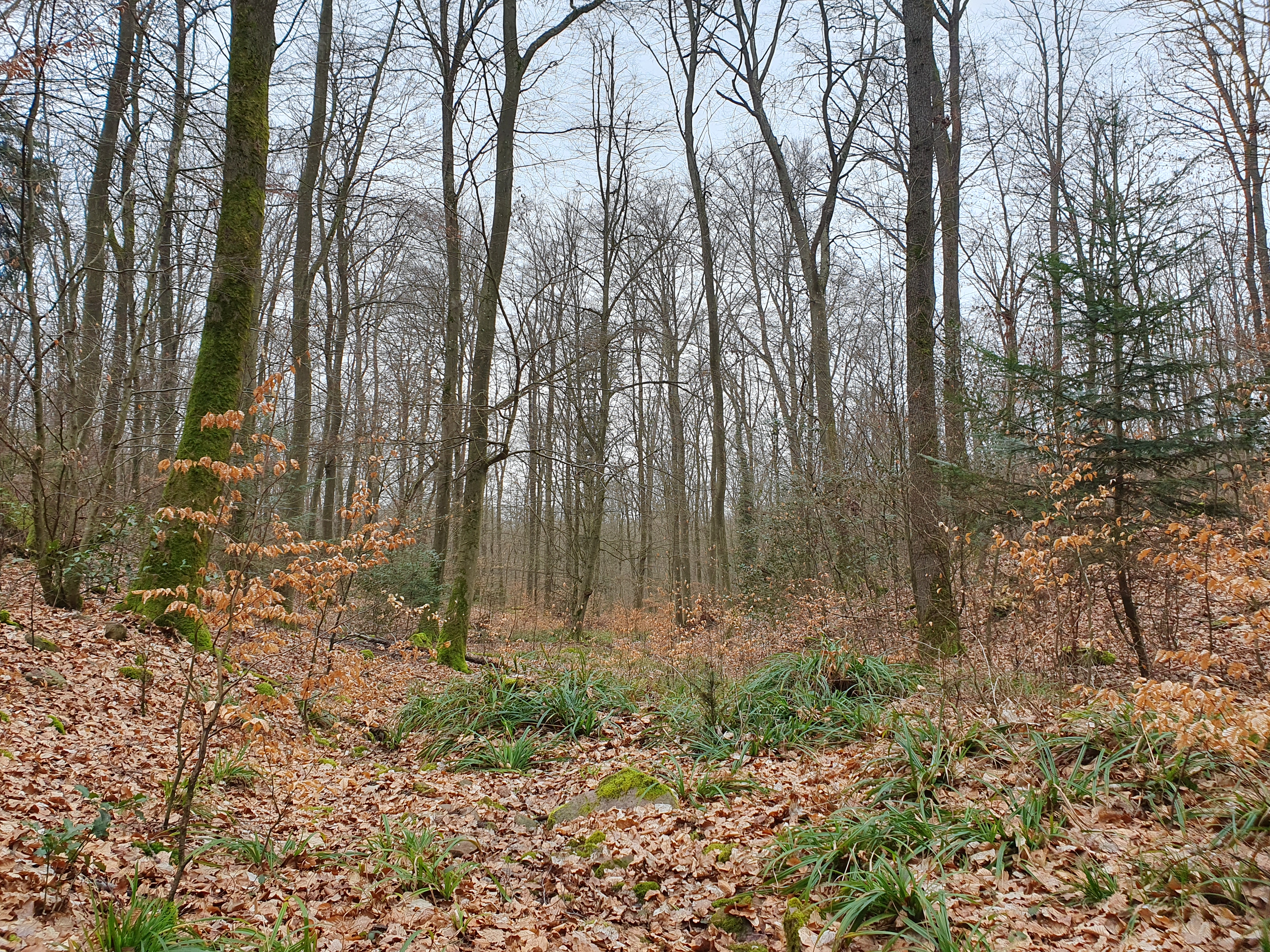
Hainsimsen-Buchenwald im LRT 9110 (Biotop 271162150120)

Das flächenmäßig größte Vorkommen mit etwa 25 % von Sulzbach bis südöstlich von Malsch entfällt auf den Hainsimsen-Buchenwald (Luzulo-Fagenion) auf Mittlerem Buntsandstein mit prägenden Farnen und Gräsern und dem Vorkommen des Grünen Besenmooses. Eine natürliche Entwicklung der Wälder mit einem hohen Anteil von Alt- und Totholz sowie unterwuchsfreien oder -armen Buchenwäldern unterstützt den Erhalt und die Verbesserung der Habitatbedingungen für viele Arten. Stellenweise auftretender Wildverbiss an Esche und Berg-Ahorn wirkt sich nicht beeinträchtigend auf den Lebensraumtyp aus. Lediglich bei der Weißtanne wurde ein mittlerer Wildverbiss festgestellt.

#### Waldmeister-Buchenwald (LRT 9130)
Der Waldmeister-Buchenwald (Galio odorati-Fagetum) nimmt rund 5 % der Waldfläche im FFH-Gebiet ein. Der Verbreitungsschwerpunkt liegt südlich von Sulzbach. Charakterpflanzen sind die Rotbuche (Fagus sylvatica) und der Waldmeister (Galium odoratum). Die Baumschicht ist in weiten Teilen einschichtig und weist einen Hallenwaldcharakter auf.

#### Auenwälder mit Erle, Esche, Weide (LRT 91E0*)

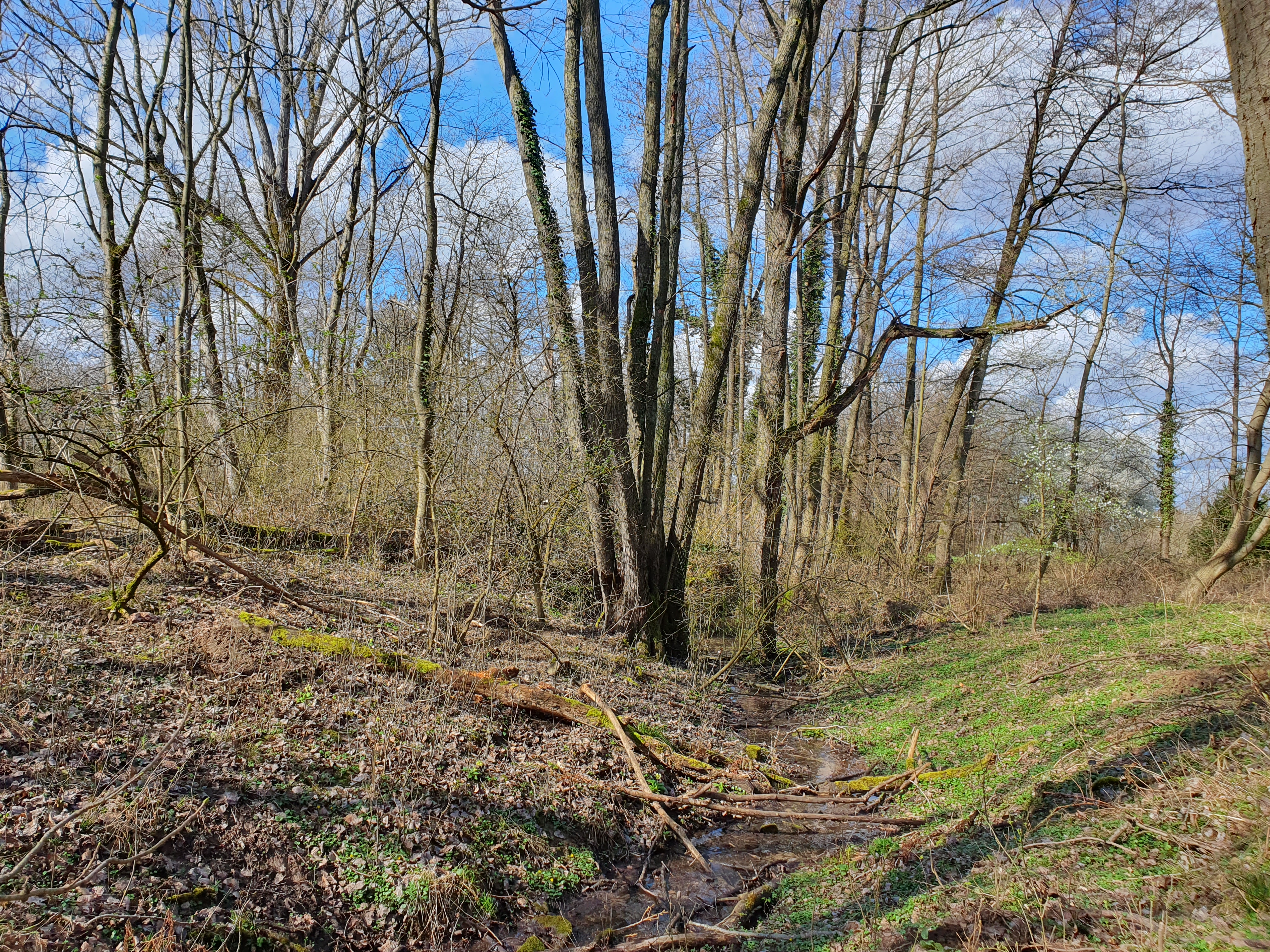
Schwarzerlen-Eschen-Wald westlich der Lochmühle im März 2024

Westlich der Lochmühle im Schwarzerlen-Eschen-Wald (Biotopnummer: 270162150051, Fläche: 1,33 ha) mit zahlreichen quelligen Bereichen, Totholz und weit verbreiteter Brombeere wurden 1996 mit der Flatter-Ulme (Ulmus laevis) und 2009 mit dem Bach-Spatenmoos (Scapania undulata) Arten der Vorwarnliste kartiert.

#### Schlucht- und Hangmischwälder (LRT 9180)
Bei dem einzigen Bestand im Gebiet handelt es sich um einen lichten Ahorn- (Eschen)- Blockwald auf einem schmalen, von Buntsandstein-Blöcken überlagerten Steilhangstandort unterhalb eines Fahrweges im Glasbächletal östlich von Malsch.

### Süßwasserlebensräume

#### Natürliche nährstoffreiche Seen (LRT 3150)

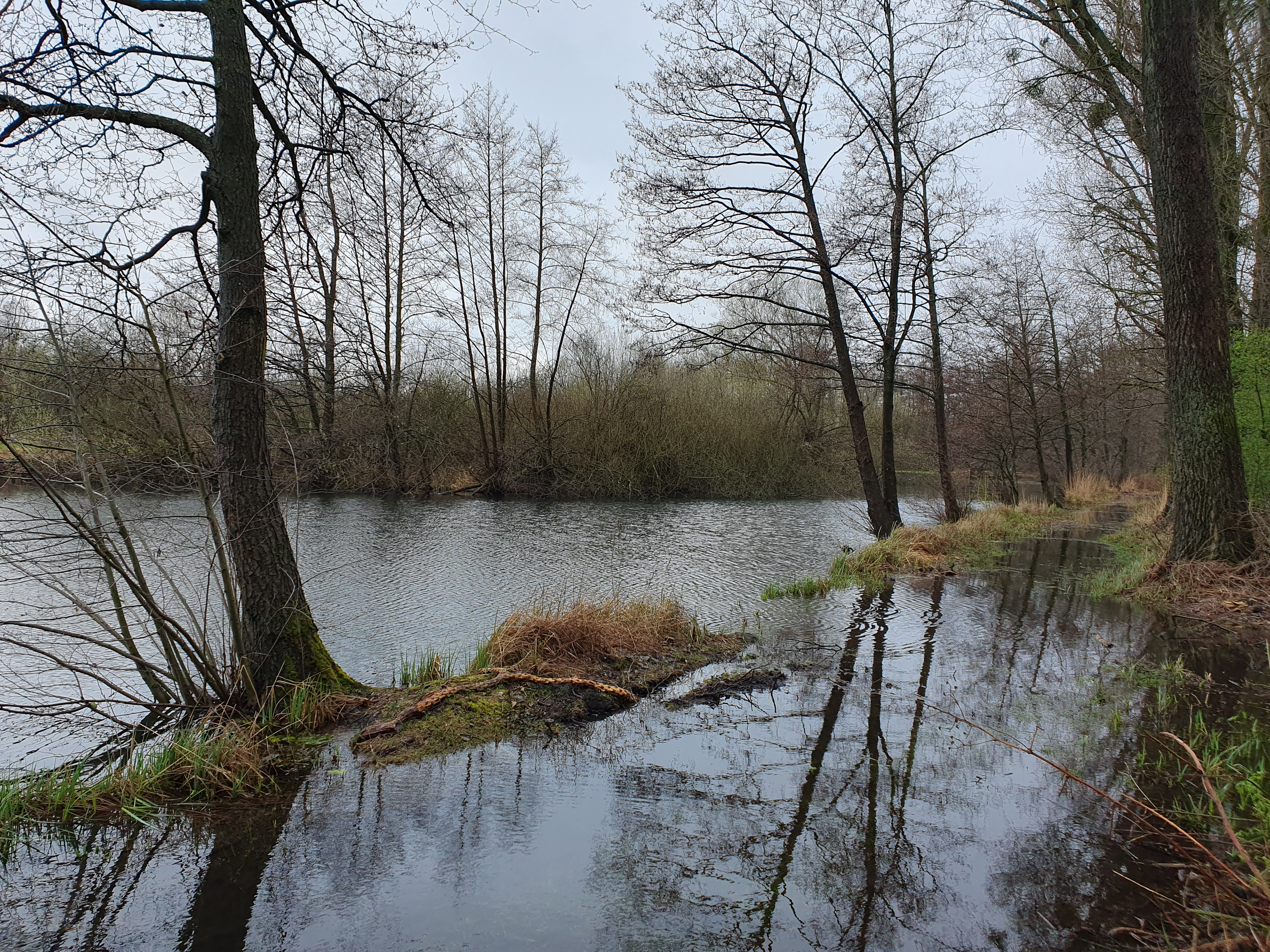
Der natürliche See (Tankgraben) ist am 13. März 2024 über die Ufer getreten.

Bei dem einzigen Bestand im Gebiet (Biotopnummer: 271162154510, Fläche: 1,19 ha) handelt es sich um einen 750 Meter langen und durchschnittlich etwa 20 Meter breiten Abschnitt eines ehemaligen Panzerabwehrgrabens aus dem Zweiten Weltkrieg (Tankgraben), der vom Krebsbächle gespeist wird. Einzige Wasserpflanze mit nennenswerter Verbreitung ist die Gelbe Teichrose (Nuphar lutea).

#### Fließgewässer mit flutender Wasservegetation (LRT 3260)
In einem Fließgewässer mit flutender Wasservegetation im Bereich Glasbach südlich von Sulzbach (Biotopnummer: 271162150120, Fläche: 0,09 ha) kommen als Arten mit besonderer naturschutzfachlicher Bedeutung das Gewöhnliche Quellmoos (Fontinalis antipyretica) und das Bach-Spatenmoos (Scapania undulata) sowie im Unterlauf in Kolken Salamander-Larven vor.

### Natürliches und naturnahes Grasland

#### Artenreiche Borstgrasrasen (LRT 6230*)

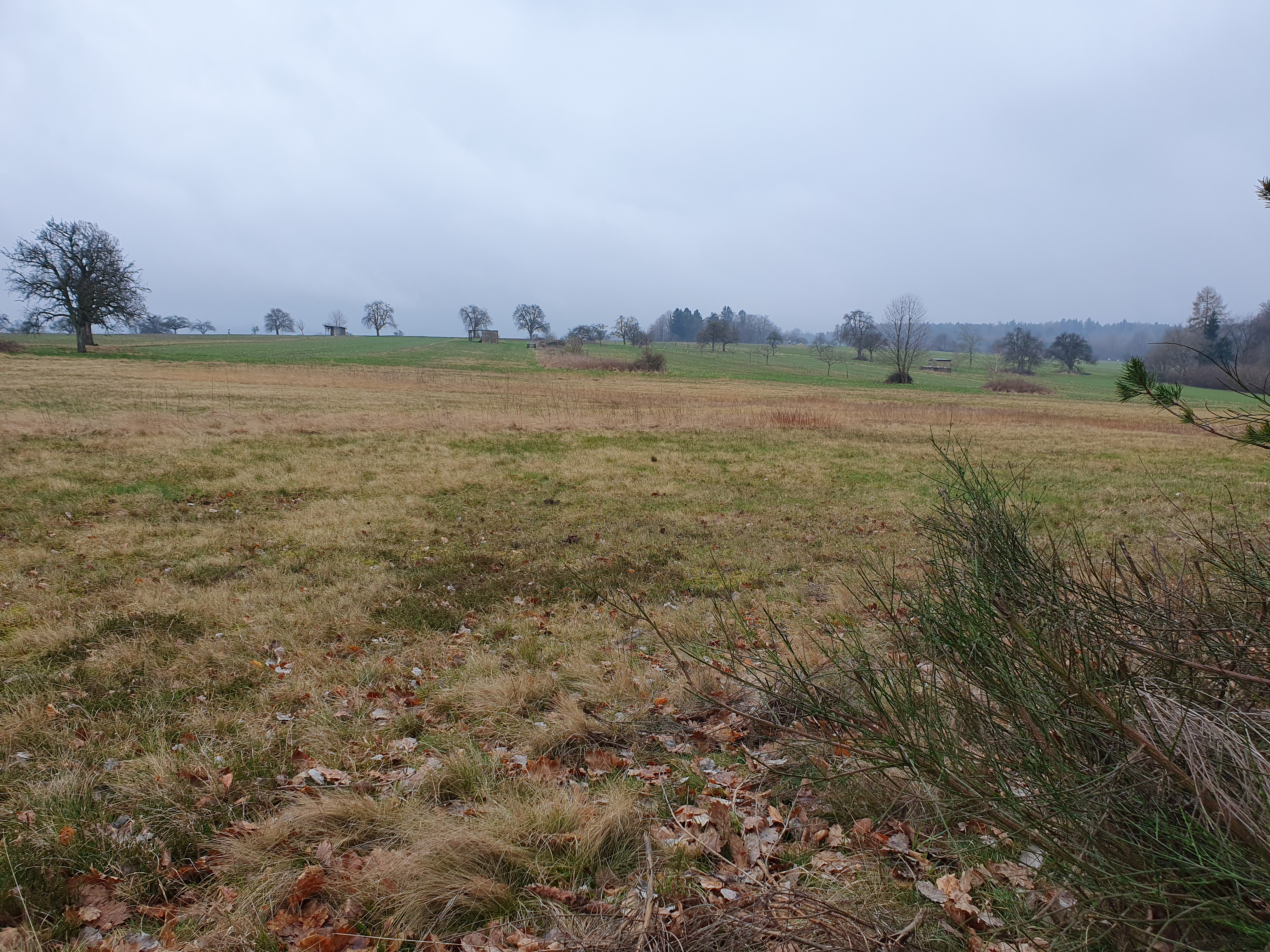
Der Borstgrasrasen bei Malsch-Völkersbach im Gewann Brettweg im März 2024

Die durch frühere extensive Weide- oder Mahdnutzung entstandene Grünlandgesellschaft gehört zu den am stärksten gefährdeten Lebensraumtypen Mitteleuropas. Bestände liegen auf der Hochfläche nördlich von Völkersbach in den Gewannen Glaswiese, Brettweg (Biotopnummer: 171162150134, Fläche: 1,25 ha) und Siegen. Rote-Liste-Arten sind Wald-Läusekraut (Pedicularis sylvatica), Quendelblättrige Kreuzblume (Polygala serpyllifolia) und Schmalblättriges Wollgras (Eriophorum angustifolium), die in Baden-Württemberg gefährdet sind. Das Wald-Läusekraut ist im Schwarzwald gefährdet. Das Schmalblättrige Wollgras findet sich auf seinen nördlichsten Vorkommen im Schwarzwald.

#### Pfeifengraswiesen (LRT 6410)
Der als Pfeifengraswiese angesprochene Bestand im Gewann Siegen nördlich von Völkersbach wurde den Borstgrasrasen zugeordnet, da die entsprechenden kennzeichnenden Arten vorhanden sind.

#### Feuchte Hochstaudenfluren (LRT 6430)

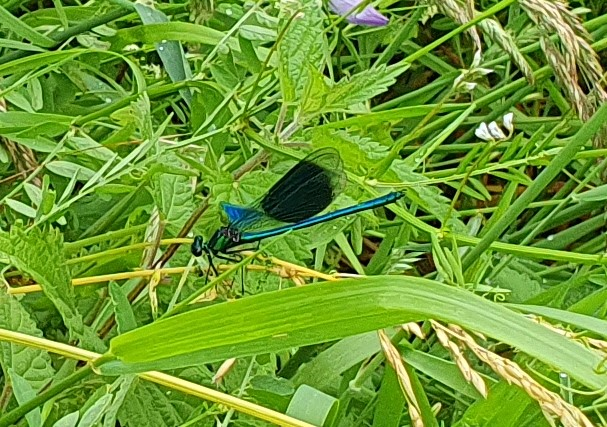
Gebänderte Prachtlibelle (Calopteryx splendens) im Juni 2024 am Lindenharder Wegbach

Die Bestände kommen sehr zerstreut und kleinflächig in der Kinzig-Murg-Rinne und in der Vorbergzone rund um Sulzbach vor. Sie nehmen Ufersäume kleiner Bäche und Entwässerungsgräben ein und sind beiderseits der Gewässer meist nur ein bis zwei Meter breit wie beispielsweise nordöstlich von Sulzbach (Biotopnummer: 170162150008, Fläche: 0,036 ha). Unter den Hochstauden ist das Mädesüß (Filipendula ulmaria) eine der prägenden Arten. In sehr unterschiedlichen Zahlen treten Gewöhnlicher Gilbweiderich (Lysimachia vulgaris), Blut-Weiderich (Lythrum salicaria), Wasserdost (Eupatorium cannabinum) und Zottiges Weidenröschen (Epilobium hirsutum) auf. Als Art mit besonderer naturschutzfachlicher Bedeutung kommt die Helm-Azurjungfer in diesem Lebensraum ausschließlich am Lindenharder Wegbach nördlich von Malsch vor. An allen weiteren, prinzipiell als Lebensstätte in Frage kommenden Gräben in der Umgebung wurden keine Tiere gefunden. Die Beseitigung beschattender Gehölze wurde 2011 empfohlen.

#### Magere Flachland-Mähwiesen (LRT 6510)

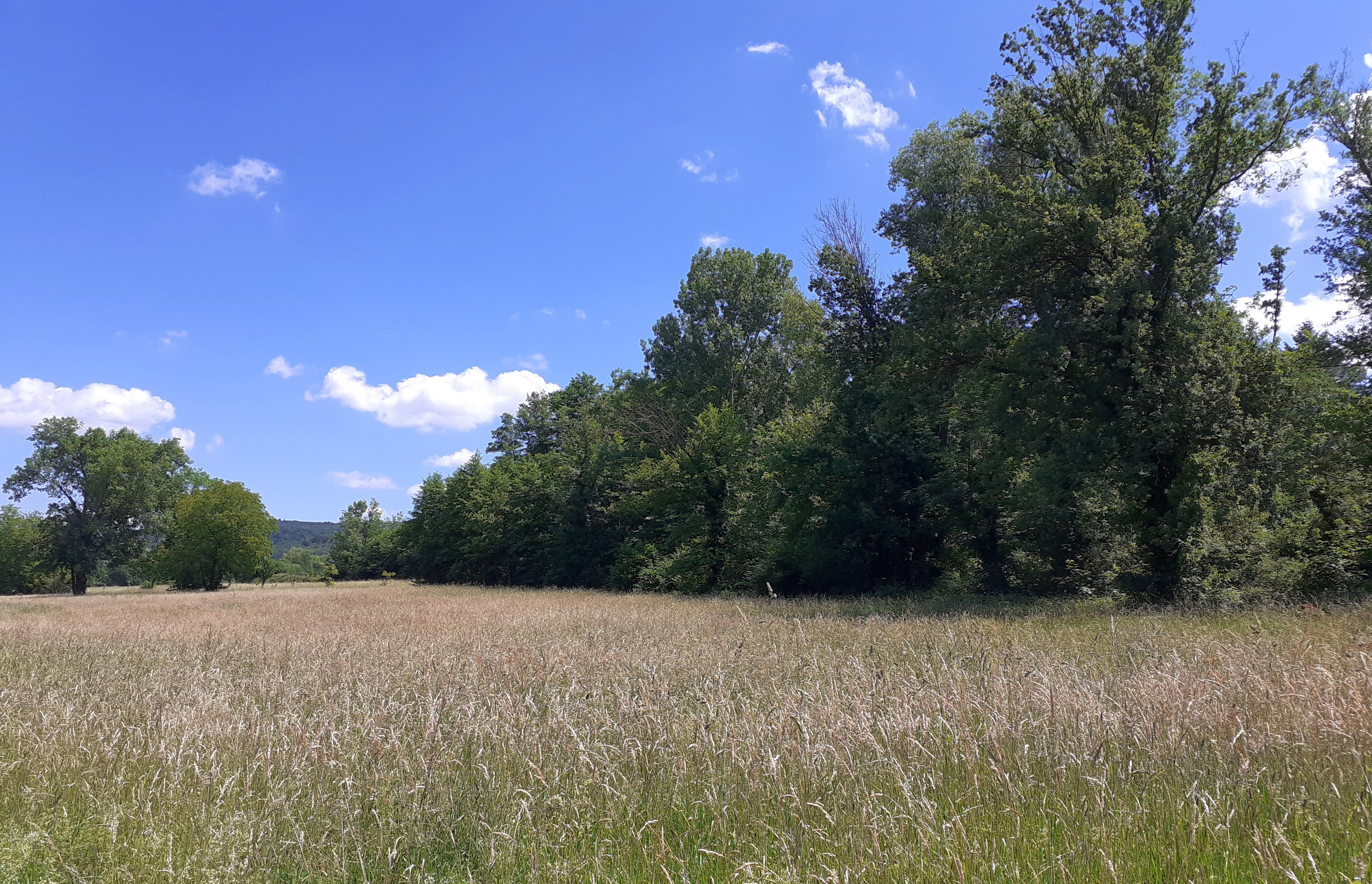
Flachland-Mähwiese südwestlich von Oberweier (Krämerwiesen) an der L607 zwischen Malsch-Sulzbach und Ettlingen-Oberweier, Biotop-Nr. 370162150204 (Juni 2024)

Die Waldgebiete sind verzahnt mit mageren Flachland-Mähwiesen wie beispielsweise im Gewann Wickenwiesen (Biotopnummer: 370162150045, Fläche: 0,48 ha). Mit hohen Mengenanteilen treten Magerkeitszeiger wie Gewöhnliches Ruchgras (Anthoxanthum odoratum), Rotes Straußgras (Agrostis capillaris) und Großer Wiesenknopf (Sanguisorba officinalis) auf. Die Bestände auf der Hochfläche westlich von Völkersbach
unterscheiden sich mit dem Auftreten der montanen Arten Gemeiner Augentrost (Euphrasia rostkoviana) und Berg-Platterbse (Lathyrus linifolius) gegenüber den Beständen der Vorbergzone. Insbesondere durch Änderungen der Mahdregime der Wiesen sind Verbesserungen für Schmetterlinge möglich. Für den Großen Feuerfalter ist eine Mahd von Ampferflächen alle zwei bis drei Jahre in räumlichem Wechsel, für die Wiesenknopf-Ameisen-Bläulinge sind Mähtermine vor Mitte Juni und ab Mitte September wichtig. Um weitere Bestände der Mageren Flachland-Mähwiesen zu entwickeln, ist die Aushagerung von Beständen der artenarmen Fettwiese zu planen durch einen zwei- bis dreimal jährlichen Schnitt mit Abräumen des Mähguts, wobei auf eine Düngung verzichtet werden sollte.

### Hoch- und Niedermoore

#### Kalktuffquellen (LRT 7220)
Die einzige Quelle mit Kalksinterbildung wurde südlich von Oberweier festgestellt. Das Laubmoos Cratoneuron gilt dort als charakteristische Pflanzenart. Die Verbesserung der Wasserversorgung und eine Schonung bei der Holzernte gelten als Erhaltungsmaßnahmen.

## Zusammenhängende und benachbarte Schutzgebiete
Das Naturschutzgebiet „Glasbächle, Krebsbächle und Farlickwiesen“ (2.112) sowie die Landschaftsschutzgebiete Kinzig-Murg-Rinne zwischen Ettlingen und Malsch (2.15.067) und Vorbergzone zwischen Ettlingenweier und Malsch, Mohrenwiesen und Langwiesen (2.15.008) haben Anteil am FFH-Gebiet. Das FFH-Gebiet Hardtwald zwischen Karlsruhe und Muggensturm im Norden ist für die Helm-Azurjungfer wegen ihrer Standorttreue und der Bundesautobahn A5 nicht erreichbar. Das flächenhafte Naturdenkmal Krautgarten-Sanktquelle ist Bindeglied zum nordöstlich gelegenen FFH-Gebiet Wiesen und Wälder bei Ettlingen. Ein weiteres benachbartes Schutzgebiet ist das Albtal mit Seitentälern rund um Völkersbach.

## Tourismus
Die Gemeinde Malsch unterscheidet leichte, mittelschwere und anspruchsvolle Nordic-Walking-Strecken. Parallel zur Landesstraße L 607 nach Sulzbach und weiter nach Ettlingen führt ein befestigter Radweg. Abschnitte des Jakobswegs führen entlang des sogenannten Saumwegs durch das Gebiet. Ein örtlicher Rundwanderweg führt zum Aussichtspunkt Malschauen.

## Nutzungskonflikte

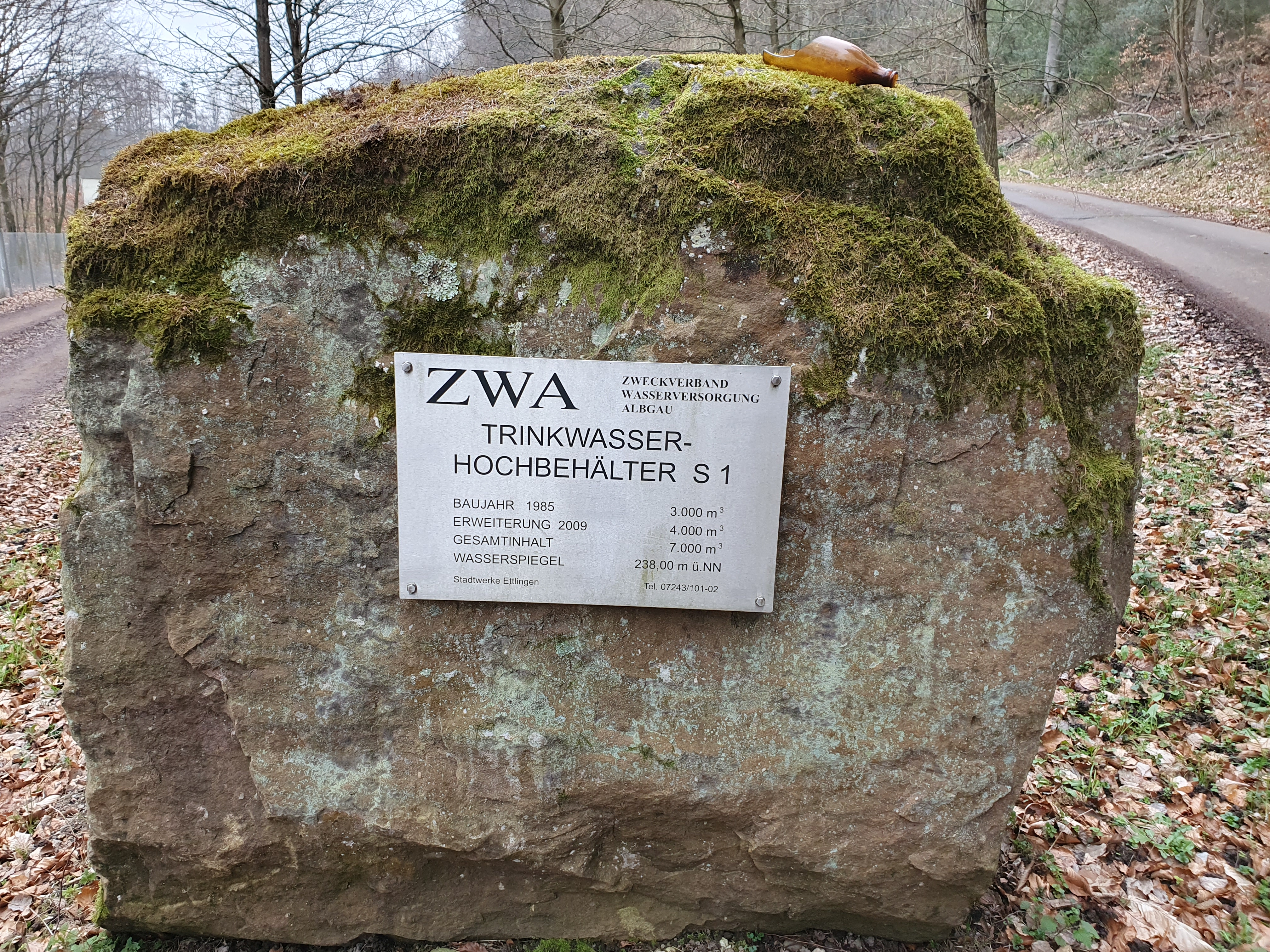
Hinweisschild am Trinkwasserhochbehälter Glasbach

Seit 2012 gibt es Initiativen gegen Windpark-Planungen „inmitten der Natur und im Wald [...] mit schwertransportfähigen Zufahrtswegen und Kranaufstellflächen“ im Bergwald. Verschiedene Interessengruppen stehen sich gegenüber.
Um die Kanalisation in der oberen Malscher Hauptstraße im Hochwasserfall nicht zu überlasten, soll das Wasser, das der Tannelgraben von der Hochfläche bis dort sammelt und dann in die Kanalisation geführt wird, umgeleitet werden. Dazu soll eine Flutmulde quer über die Wiesen gebaut und das Mittelbächle ausgebaut werden.
Angeblich unerlaubte Nutzung und Bebauung der Streuobstwiesen östlich von Malsch nach Beschwerden von Landwirten, Jägern und Bürgern führte zum Beschluss des Malscher Gemeinderates am 26. Juli 2022, zunächst eine Bestandsaufnahme erfolgen zu lassen. Anfang 2023 wurde etwa ein Viertel des Gebietes mit einer Drohne überflogen. Die Auswertung des Bildmaterials ergab 464 Verdachtsfälle für Verstöße, wobei hiervon etwa 25 % als Bebauung identifiziert wurden.
Ein außergewöhnlicher „Nutzungskonflikt“ wurde durch Siebenschläfer verursacht, die im Oktober 2023 im streng gesicherten Trinkwasserhochbehälter S1 des Zweckverbands Wasserversorgung Albgau (ZWA) im Malscher Bergwald unweit des Glasbachbrunnens für Hygiene-Alarm durch Keimbelastung gesorgt hatten. Der ZWA versorgt mit Ettlingen, Malsch, Karlsbad, Marxzell und Waldbronn-Etzenrot rund 125.000 Menschen mit Trinkwasser. Daraufhin wurde in „einbruchsichere“ Trinkwasserkammern mit Z-Profil für 15.000 € investiert.